# Зденєк Копал
Зденєк Копал (чеськ. Zdeněk Kopal; 4 квітня 1914, Літомишль — 23 липня 1993) — чеський астроном, більшу частину життя працював у США та Британії, член Лондонського королівського товариства.
Родився в Літомишлі (Чехія). У 1934 закінчив Карлів університет у Празі. Продовжував освіту в тому ж університеті, а потім у Кембриджському (Англія) та Гарвардському (США) університетах. У 1940—1951 працював у Гарвардській обсерваторії, у 1942—1951 — в Массачусетському технологічному інституті. У 1951—1981 — професор, завідувач кафедрою астрономії Манчестерського університету (Англія).
Наукові праці присвячені вивченню затемнених подвійних зірок, Місяця, розробці програм космічних досліджень. У ранніх роботах розглянув низку питань, пов'язаних з використанням методів чисельного аналізу при вирішенні астрономічних задач. Вніс значний внесок у вивчення затемнених зірок; визначив параметри великої кількості затемнених систем, маси їхніх компонентів, досліджував перенесення маси в тісних подвійних системах, розглянув еволюцію цих зірок. У 1958 організував і очолив велику спільну роботу Манчестерського університету й обсерваторії Пік-дю-Міді (Франція) з дослідження Місяця. Розробив метод денситометричних вимірів деталей поверхні Місяця, за допомогою якого було оброблено 60 000 фотографій. Результати цієї роботи використані НАСА при складанні карти Місяця в масштабі 1: 1 000 000.
Копал був науковим консультантом космічних програм багатьох дослідних установ США, головою Комітету з досліджень Місяця та планет Британської національної ради з космічних досліджень.
На його честь названо астероїд 2628 Копал.